# The Mother of All Demos
The Mother of All Demos (Nederlands: De moeder aller demo's) is een benaming voor een baanbrekende computerdemonstratie die werd gegeven aan de Association for Computing Machinery (ACM) / Institute of Electrical and Electronics Engineers (IEEE) tijdens de Joint Computer Conference in San Francisco. De bijeenkomst werd gehouden op 9 december 1968 en werd gepresenteerd door Douglas Engelbart.

## Demonstratie
De demonstratie werd gepresenteerd onder de titel "A research center for augmenting human intellect". De benaming The Mother of All Demos werd echter pas in 1994 gebruikt door journalist Steven Levy in zijn boek Insanely Great: The Life and Times of Macintosh, the Computer That Changed Everything.
Engelbart had een team van computertechneuten en programmeurs samengesteld in zijn Augmentation Research Center aan het Stanford Research Institute. Zijn gedachte was om gegevensverwerking meer te laten zijn dan alleen het berekenen van getallen, namelijk een hulpmiddel voor communicatie en informatievoorziening.
De live-demonstratie toonde de introductie van een computersysteem genaamd het oN-Line System (NLS). De presentatie duurde 90 minuten en demonstreerde vrijwel alle fundamentele elementen van moderne computers, waaronder vensters, hypertekst, graphics, navigatie en instructies, videoconferentie, de computermuis, tekstverwerking, versiebeheer en software voor realtime samenwerken.
Er zaten circa 1000 mensen in de zaal waaronder Alan Kay, Andries van Dam, Bob Sproull en Charles Irby. Engelbarts presentatie was de eerste die publiekelijk al deze elementen toonde in een enkel computersysteem. De demonstratie was zeer invloedrijk en leidde tot verschillende afgeleide projecten in het Xerox PARC begin jaren 70. De onderliggende technologieën hebben ook zowel de Apple Macintosh en Microsoft Windows beïnvloed.